# Listă de filme britanice din 1992
Aceasta este o listă de filme britanice din 1992:

## Lista
| Titlu                            | Regizor              | Distribuție | Gen               | Note |
| -------------------------------- | -------------------- | --- | ----------------- | --- |
| 1492: Conquest of Paradise       | Ridley Scott         | Gérard Depardieu, Sigourney Weaver                                                                               | Epic              | |
| As You Like It                   | Christine Edzard     | Cyril Cusack, James Fox                                                                                          | Comedy/drama      | [ 1 ] |
| Bad Company                      | Julian Richards      | Caroline Berry, Sean Carlsen                                                                                     | Crime drama       | |
| Bitter Moon                      | Roman Polanski       | Hugh Grant, Emmanuelle Seigner, Kristin Scott Thomas                                                             | Drama             | |
| The Bridge                       | Sydney Macartney     | Saskia Reeves, David O'Hara                                                                                      | Literary drama    | |
| Carry On Columbus                | Gerald Thomas        | Jim Dale, Bernard Cribbins, Rik Mayall, Nigel Planer, Peter Richardson, Alexei Sayle, Keith Allen, Martin Clunes | Comedy            | |
| Chaplin                          | Richard Attenborough | Robert Downey, Jr., Dan Aykroyd, Geraldine Chaplin                                                               | Biopic            | |
| City of Joy                      | Roland Joffé         | Om Puri, Shabana Azmi                                                                                            | Drama             | |
| The Crying Game                  | Neil Jordan          | Stephen Rea, Miranda Richardson, Jaye Davidson                                                                   | Drama             | |
| Damage                           | Louis Malle          | Jeremy Irons, Juliette Binoche, Miranda Richardson                                                               | Drama             | |
| Emily Brontë's Wuthering Heights | Peter Kosminsky      | Juliette Binoche, Ralph Fiennes, Jeremy Northam                                                                  | Drama             | |
| Enchanted April                  | Mike Newell          | Josie Lawrence, Miranda Richardson                                                                               | Romance/drama     | |
| Freddie as F.R.O.7               | Jon Acevski          | Ben Kingsley, Jenny Agutter                                                                                      | Fantasy/adventure | Animated film |
| Howards End                      | James Ivory          | Emma Thompson, Helena Bonham Carter, Anthony Hopkins                                                             | Literary drama    | Based on the novel by E. M. Forster; won the Best Lead Actress Oscar and the BAFTA for Best Film; entered at Cannes |
| Into the West                    | Mike Newell          | Gabriel Byrne, Ellen Barkin                                                                                      | Family            | Co-production with the Republic of Ireland                                                                          |
| Just like a Woman                | Christopher Monger   | Julie Walters, Adrian Pasdar, Paul Freeman                                                                       | Comedy/drama      | |
| The Long Day Closes              | Terence Davies       | Marjorie Yates, Leigh McCormack, Anthony Watson                                                                  | Drama             | Entered into the 1992 Cannes Film Festival                                                                          |
| Orlando                          | Sally Potter         | Tilda Swinton, Billy Zane                                                                                        | Fantasy           | |
| Peter's Friends                  | Kenneth Branagh      | Hugh Laurie, Stephen Fry, Emma Thompson                                                                          | Comedy/drama      | |
| The Pleasure Principle           | David Cohen          | Peter Firth, Chloe Davies                                                                                        | Comedy/drama      | |
| Prague                           | Ian Sellar           | |                   | Screened at the 1992 Cannes Film Festival                                                                           |
| The Railway Station Man          | Michael Whyte        | Julie Christie, Donald Sutherland                                                                                | Drama             | |
| Shining Through                  | David Seltzer        | Michael Douglas, Melanie Griffith                                                                                | Thriller          | Co-production with the US                                                                                           |
| Split Second                     | Tony Maylam          | Rutger Hauer, Kim Cattrall                                                                                       | Fantasy/action    | |
| Utz                              | George Sluizer       | Armin Mueller-Stahl                                                                                              |                   | Entered into the 42nd Berlin International Film Festival                                                            |
| Waterland (Pământul apelor)      | Stephen Gyllenhaal   | Jeremy Irons, Sinéad Cusack                                                                                      | Drama             | |